# 安茹-热尼西亚
安茹-热尼西亚（法語：Injoux-Génissiat，法語發音：[ɛ̃ʒu ʒenisja]）是法国安省的一个市镇，位于该省东部，属于楠蒂阿区。

## 地理
安茹-热尼西亚（46°3'5"N, 5°48'9"E）面积29.61 平方千米，位于法国奥弗涅-罗讷-阿尔卑斯大区安省，该省份为法国东部省份，北起汝拉省，西北接索恩-卢瓦尔省，西接罗讷省和里昂大都会，南至伊泽尔省，东与萨瓦省、上萨瓦省和瑞士接壤。
与安茹-热尼西亚接壤的市镇（或旧市镇、城区）包括：比利亚、罗讷河畔圣日耳曼、叙尔茹-洛皮塔勒、上瓦尔罗梅。
安茹-热尼西亚的时区为UTC+01:00、UTC+02:00（夏令时）。

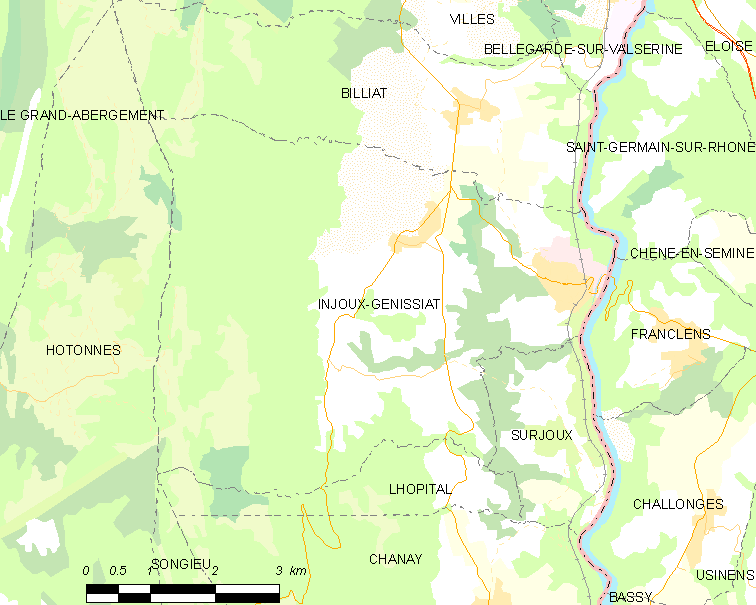
安茹-热尼西亚的OSM定位图

## 行政
安茹-热尼西亚的邮政编码为01200，INSEE市镇编码为01189。

## 政治
安茹-热尼西亚所属的省级选区为瓦尔瑟罗讷县。

## 人口

1962-2008年间安茹-热尼西亚人口变化图示

安茹-热尼西亚于2022年1月1日时的人口数量为1123人。